# Pocophora nigranalis
Pocophora nigranalis är en fjärilsart som beskrevs av Louis Beethoven Prout 1910. Pocophora nigranalis ingår i släktet Pocophora och familjen mätare. Inga underarter finns listade i Catalogue of Life.